# Дебра Леви
Дебра Леви (енгл. Deborah Levy, рођена 6. августа 1959) је британска књижевница, режисер и академик. Неколико њених романа је је било номиновано зa Букерову награду. 

## Биографија
Леви је рођена у Јоханезбургу у Јужној Африци, као унука литванских јеврејских имиграната из радничке класе по очевој страни  и „енглеске колонијалне“ породице више средње класе, како ју је сама описала, по мајчиној страни.  Њен отац, Норман Леви, био је члан Афричког националног конгреса  и академик и историчар. Као борац против апартхејда њен отац је 1964. добио забрану рада па је породица 1968. побегла у Лондон.

## Стваралаштво
Леви се у почетку фокусирала на писање за позориште. Написала је низ драмa од којих су неке постављене у Краљевској Шекспировој компанији. Била је редитељ и писац за радикалну позоришну групу са седиштем у Крдифу у Велсу. 
Главно песничко дело Дебре Леви је Љубавни дискурс у предграђу пакла (An Amorous Discourse in the Suburbs of Hell), који има форму разговора између анђела и рачуновође. Разматра борбу између, с једне стране, спонтаности и амбиције, ас друге, логике и задовољства.
Међу њеним романима издвајају се Ка кући пливајући (2011) и Вруће млеко (2016) који су ушли у ужи избор за Мeн Букер награду. Оба романа су код нас преведена у издању Прометеја из Новог Сада.